# Almodi de Valence
 (août 2024).
Si vous disposez d'ouvrages ou d'articles de référence ou si vous connaissez des sites web de qualité traitant du thème abordé ici, merci de compléter l'article en donnant les références utiles à sa vérifiabilité et en les liant à la section « Notes et références ».
L'Almodi est un monument historique de la ville de Valence, en Espagne. Bordant la Plaça de Sant Lluís Bertran, il s'agit de l'ancienne halle au blé de la ville. Le bâtiment abrite aujourd'hui un espace d'exposition.

## Description et histoire
L'Almodi est un vaste bâtiment de plan rectangulaire, de style gothique valencien. L'intérieur présente une nef centrale et deux bas-côtés, séparés par des arcades.
L'Almodi a été construit au XIVe siècle à l'emplacement d'une partie de l'ancien château musulman. Agrandi aux XVe et XVIe siècles, le bâtiment est couvert dans sa partie centrale au XVIIe siècle.
Il servait au stockage et à l'approvisionnement en blé de la ville.

### Peintures murales
Des peintures murales des XVIe et XVIIe siècles ornent les parties hautes de la nef centrale sur trois côtés. De style fruste, elles ont trait à l'approvisionnement en blé de Valence et figurent les saints patrons des corporations qui opéraient dans le commerce du grain.

## Usage actuel
Désaffecté, l'Almodi accueille, au début du XXe siècle, le musée de paléontologie de Valence. Le bâtiment est classé Monument historique en 1969. Le musée déménage en 1991 pour laisser place à une campagne de restauration de l'édifice, menée par Juan Añón, José Mª Herrera et Rafael Martinez. À l'achèvement du chantier, en 1996, le bâtiment est dévolue à des expositions temporaires.